# Karkopf Weiter
Il   Karkopf Weiter  (trad. Karkopf più in là)  è una montagna di 2.777 m. di altezza, nel sottogruppo del Geigenkamm delle Alpi Venoste nella regione del Tirolo in Austria, nel comune di Umhausen. Vicino si trovano le montagne di Mitter Karkopf 2.588 m., Blosse 2.536 m., Mutzeiger 2.277 m., Kreuzjochspitze 2.675 m., Erster Karkopf 2.513 m

## Accesso
La vetta è raggiungibile attraverso l'Armelenhütte (1.747 m.) e l'Erster Karkopf (2.513 m.). Un percorso alternativo conduce alla vetta passando per gli alpeggi Vorderer Tumpenalm (1.831 m.) e l'Hinterer Tumpenalm (2.191 m.).

## I casi di omonimia del monte Karkopf
Esistono dieci oronimi Karkopf tra Italia, Germania e Austria, la maggior parte nel sottogruppo del Geigenkamm nel comune di Umhausen:
- Klockerkarkopf  (Vetta d'Italia) 2.912 m.
- Fuscherkarkopf (Gruppo del Glockner) 3.331 m.
- Karkopf (Alpi Settentrionali di Berchtesgaden) 1.738 m.
- Karkopf (Alpi del Chiemgau) 1.510 m.
- Karkopf (Monti di Mieming) 2.470 m.
- Karkopf (Gruppo del Verwall)  2.948 m.
- Karkopf Hoher (Alpi Venoste)  2.686 m.
- Karkopf Mitter  2.588 m. (Alpi Venoste)
- Erster Karkopf 2.430 m. (Alpi Venoste)
- Karkopf Weiter 2.777 m.  (Alpi Venoste)[1]